# Grand Prix de Voleibol de 2013
O Grand Prix de Voleibol de 2013 foi a 21ª edição do torneio anual de voleibol feminino organizado pela Federação Internacional de Voleibol (FIVB).
Pela primeira vez foi disputado por vinte seleções, mantendo o formato de disputa em duas fases. A primeira foi realizada entre 2 e 18 de agosto. A fase final realizou-se em Sapporo, no Japão, entre 28 de agosto e 1 de setembro com as cinco equipes melhores classificadas na fase preliminar mais o país-sede. A competição foi expandida de 16 para 20 seleções devido a uma decisão da FIVB de convidar os quatro melhores times europeus não classificados para o torneio por não ter sido realizada a qualificatória europeia.
Após três títulos consecutivos dos Estados Unidos, a Seleção Brasileira voltou a conquistar o título após vencer todos os jogos da fase final sem perder nenhum set.

## Equipes participantes
Entre 1 e 6 de julho de 2012 foram classificadas as primeiras seleções participantes da edição de 2013 do Grand Prix, com a classificação de quatro equipes através da Liga Europeia em Karlovy Vary: República Checa, Bulgária, Países Baixos e Sérvia.
A Copa Pan-Americana, disputada em Ciudad Juárez, no México, classificou seis seleções para o Grand Prix, sendo as quatro mais bem classificadas da NORCECA e duas da CSV. Os Estados Unidos sagraram-se campeões, seguido de Brasil, Cuba, República Dominicana, Argentina e Porto Rico. Apesar do Brasil ter jogado a Copa Pan-Americana, ele se classificou automaticamente devido a um contrato entre os patrocinadores do evento e a FIVB.
Na Ásia duas equipes se classificaram através da Copa Asiática realizada em Almaty: Tailândia e Cazaquistão. Com a qualificação automática da China e do Japão, além da europeia Polônia, ficaram definidas 15 equipes participantes do torneio.
Com a ampliação do torneio para 20 equipes, o comitê executivo da FIVB concedeu mais quatro vagas para as seleções da Itália, Rússia, Turquia e Alemanha. A Argélia foi indicada como representante da África e completou a lista de equipes participantes.
| Classificação                 | Vagas       | Seleções                                                  |
| ----------------------------- | ----------- | --------------------------------------------------------- |
| Copa Asiática 2012            | 2           | Tailândia · Cazaquistão                                   |
| Liga Europeia 2012            | 4           | Chéquia · Bulgária · Sérvia · Países Baixos               |
| Copa Pan-Americana 2012       | 1 (CSV)     | Argentina                                                 |
| Copa Pan-Americana 2012       | 4 (NORCECA) | Estados Unidos · Cuba · República Dominicana · Porto Rico |
| Automaticamente classificados | 4           | Brasil · China · Japão · Polônia                          |
| Nomeados pela FIVB            | 4           | Itália · Rússia · Turquia · Alemanha                      |
| Nomeado pela CAVB             | 1           | Argélia                                                   |
| Total                         | 20          |                                                           |

## Calendário
| Data                                           | Local/Equipes                                                        | Local/Equipes                                                                | Local/Equipes                                                | Local/Equipes                                             | Local/Equipes                                                         |
| ---------------------------------------------- | -------------------------------------------------------------------- | ---------------------------------------------------------------------------- | ------------------------------------------------------------ | --------------------------------------------------------- | --------------------------------------------------------------------- |
| Primeira semana: 2–4 de agosto                 | Grupo A · Campinas Brasil · Estados Unidos · Polônia · Rússia        | Grupo B · Santo Domingo República Dominicana · Sérvia · Porto Rico · Chéquia | Grupo C · Ancara Japão · Tailândia · Turquia · Argélia       | Grupo D · Macau China · Cuba · Países Baixos · Bulgária   | Grupo E · Montichiari Itália · Alemanha · Argentina · Cazaquistão     |
| Segunda semana: 9–11 de agosto                 | Grupo F · Belgrado Estados Unidos · Sérvia · Países Baixos · Argélia | Grupo G · Mayagüez Brasil · República Dominicana · Porto Rico · Bulgária     | Grupo H · Płock Japão · Alemanha · Polônia · Cazaquistão     | Grupo I · Hong Kong China · Turquia · Argentina · Chéquia | Grupo J · Ecaterimburgo Rússia · Itália · Tailândia · Cuba ·          |
| Terceira semana: 16–18 de agosto               | Grupo K · Almaty Brasil · Cuba · Países Baixos · Cazaquistão         | Grupo L · Bangkok Rússia · Tailândia · Alemanha · Porto Rico                 | Grupo M · Sendai Estados Unidos · Chéquia · Japão · Bulgária | Grupo N · Wuhan China · Sérvia · Polônia · Argentina ·    | Grupo O · Kaohsiung Itália · Turquia · República Dominicana · Argélia |
| Fase final: 28 de agosto–1 de setembro Sapporo |                                                                      |                                                                              |                                                              |                                                           |                                                                       |

## Primeira fase
Na primeira fase as vinte equipes disputaram nove partidas dentro de grupos de quatro equipes cada, ao longo de três semanas. As cinco equipes mais bem colocadas na classificação geral se classificaram à fase final. O Japão teve vaga garantida na fase final por sediar o evento, totalizando seis equipes classificadas.

### Classificação geral
- Vitória por 3 sets a 0 ou 3 a 1: 3 pontos para o vencedor;
- Vitória por 3 sets a 2: 2 pontos para o vencedor e 1 ponto para o perdedor.
- Em caso de igualdade por pontos, os seguintes critérios servem como desempate: número de vitórias, média de sets e média de pontos.

|     |                      |     | Jogos | Jogos | Jogos | Pontos | Pontos | Pontos | Sets | Sets | Sets  |
| Pos | Equipe               | Pts | T     | V     | D     | V      | P      | R      | V    | P    | R     |
| --- | -------------------- | --- | ----- | ----- | ----- | ------ | ------ | ------ | ---- | ---- | ----- |
| 1   | China                | 25  | 9     | 9     | 0     | 775    | 627    | 1.236  | 27   | 6    | 4.500 |
| 2   | Brasil               | 23  | 9     | 8     | 1     | 786    | 625    | 1.258  | 25   | 8    | 3.125 |
| 3   | Sérvia               | 23  | 9     | 7     | 2     | 759    | 640    | 1.186  | 25   | 8    | 3.125 |
| 4   | Estados Unidos       | 22  | 9     | 8     | 1     | 785    | 648    | 1.211  | 25   | 9    | 2.778 |
| 5   | Itália               | 21  | 9     | 7     | 2     | 773    | 660    | 1.171  | 24   | 9    | 2.667 |
| 6   | Japão                | 19  | 9     | 7     | 2     | 792    | 703    | 1.127  | 22   | 12   | 1.833 |
| 7   | Rússia               | 19  | 9     | 7     | 2     | 849    | 783    | 1.084  | 24   | 14   | 1.714 |
| 8   | Turquia              | 19  | 9     | 6     | 3     | 809    | 697    | 1.161  | 23   | 12   | 1.917 |
| 9   | Bulgária             | 19  | 9     | 6     | 3     | 798    | 719    | 1.110  | 22   | 13   | 1.692 |
| 10  | República Dominicana | 17  | 9     | 6     | 3     | 786    | 749    | 1.049  | 21   | 14   | 1.500 |
| 11  | Alemanha             | 16  | 9     | 4     | 5     | 852    | 769    | 1.108  | 21   | 17   | 1.235 |
| 12  | Países Baixos        | 12  | 9     | 4     | 5     | 619    | 599    | 1.033  | 14   | 15   | 0.933 |
| 13  | Tailândia            | 10  | 9     | 3     | 6     | 671    | 672    | 0.999  | 11   | 20   | 0.550 |
| 14  | Chéquia              | 8   | 9     | 2     | 7     | 686    | 760    | 0.903  | 11   | 22   | 0.500 |
| 15  | Polônia              | 6   | 9     | 2     | 7     | 721    | 769    | 0.938  | 11   | 23   | 0.478 |
| 16  | Argentina            | 5   | 9     | 2     | 7     | 683    | 815    | 0.838  | 10   | 25   | 0.400 |
| 17  | Cazaquistão          | 4   | 9     | 1     | 8     | 623    | 790    | 0.789  | 8    | 25   | 0.320 |
| 18  | Porto Rico           | 2   | 9     | 1     | 8     | 568    | 750    | 0.757  | 5    | 26   | 0.192 |
| 19  | Cuba                 | 0   | 9     | 0     | 9     | 537    | 734    | 0.732  | 3    | 27   | 0.111 |
| 20  | Argélia              | 0   | 9     | 0     | 9     | 312    | 675    | 0.462  | 0    | 27   | 0,000 |

### Grupo A (Campinas)
| Data  |                | Placar |                | 1º Set | 2º Set | 3º Set | 4º Set | 5º Set | Total   |
| ----- | -------------- | ------ | -------------- | ------ | ------ | ------ | ------ | ------ | ------- |
| 2 ago | Rússia         | 1–3    | Estados Unidos | 20–25  | 25–17  | 21–25  | 12–25  |        | 78–92   |
| 2 ago | Brasil         | 3–1    | Polônia        | 21–25  | 25–17  | 25–15  | 25–20  |        | 96–77   |
| 3 ago | Brasil         | 3–2    | Rússia         | 26–28  | 26–24  | 25–19  | 22–25  | 15–8   | 113–104 |
| 3 ago | Estados Unidos | 3–0    | Polônia        | 25–22  | 25–23  | 25–16  |        |        | 75–61   |
| 4 ago | Brasil         | 3–1    | Estados Unidos | 17–25  | 25–23  | 25–18  | 25–20  |        | 92–86   |
| 4 ago | Rússia         | 3–2    | Polônia        | 25–21  | 22–25  | 29–27  | 28–30  | 15–13  | 119–116 |

### Grupo B (Santo Domingo)
| Data  |                      | Placar |            | 1º Set | 2º Set | 3º Set | 4º Set | 5º Set | Total |
| ----- | -------------------- | ------ | ---------- | ------ | ------ | ------ | ------ | ------ | ----- |
| 2 ago | Porto Rico           | 0–3    | Chéquia    | 14–25  | 20–25  | 18–25  |        |        | 52–75 |
| 2 ago | República Dominicana | 0–3    | Sérvia     | 13–25  | 20–25  | 16–25  |        |        | 49–75 |
| 3 ago | Sérvia               | 3–0    | Chéquia    | 28–26  | 25–18  | 25–23  |        |        | 78–67 |
| 3 ago | República Dominicana | 3–0    | Porto Rico | 25–14  | 26–24  | 25–21  |        |        | 76–59 |
| 4 ago | Sérvia               | 3–1    | Porto Rico | 25–22  | 22–25  | 25–17  | 25–22  |        | 97–86 |
| 4 ago | República Dominicana | 3–1    | Chéquia    | 25–22  | 25–20  | 23–25  | 25–18  |        | 98–85 |

### Grupo C (Ancara)
| Data  |           | Placar |           | 1º Set | 2º Set | 3º Set | 4º Set | 5º Set | Total |
| ----- | --------- | ------ | --------- | ------ | ------ | ------ | ------ | ------ | ----- |
| 2 ago | Turquia   | 3–0    | Argélia   | 25–13  | 25–18  | 25–15  |        |        | 75–46 |
| 2 ago | Tailândia | 0–3    | Japão     | 19–25  | 17–25  | 21–25  |        |        | 57–75 |
| 3 ago | Argélia   | 0–3    | Japão     | 10–25  | 8–25   | 8–25   |        |        | 26–75 |
| 3 ago | Turquia   | 3–0    | Tailândia | 25–23  | 26–24  | 25–22  |        |        | 76–69 |
| 4 ago | Tailândia | 3–0    | Argélia   | 25–7   | 25–14  | 25–13  |        |        | 75–34 |
| 4 ago | Turquia   | 1–3    | Japão     | 21–25  | 28–30  | 25–18  | 18–25  |        | 92–98 |

### Grupo D (Macau)
| Data  |          | Placar |               | 1º Set | 2º Set | 3º Set | 4º Set | 5º Set | Total |
| ----- | -------- | ------ | ------------- | ------ | ------ | ------ | ------ | ------ | ----- |
| 2 ago | Cuba     | 0–3    | Países Baixos | 20–25  | 14–25  | 11–25  |        |        | 45–75 |
| 2 ago | China    | 3–0    | Bulgária      | 25–13  | 26–24  | 25–23  |        |        | 76–60 |
| 3 ago | Bulgária | 3–1    | Países Baixos | 20–25  | 25–15  | 25–20  | 25–23  |        | 95–83 |
| 3 ago | China    | 3–0    | Cuba          | 25–13  | 25–20  | 25–15  |        |        | 75–45 |
| 4 ago | Bulgária | 3–0    | Cuba          | 25–8   | 25–15  | 25–16  |        |        | 75–39 |
| 4 ago | China    | 3–1    | Países Baixos | 26–24  | 19–25  | 25–17  | 25–17  |        | 95–83 |

### Grupo E (Montichiari)
| Data  |           | Placar |             | 1º Set | 2º Set | 3º Set | 4º Set | 5º Set | Total  |
| ----- | --------- | ------ | ----------- | ------ | ------ | ------ | ------ | ------ | ------ |
| 2 ago | Alemanha  | 3–1    | Cazaquistão | 23–25  | 25–23  | 25–19  | 25–17  |        | 98–84  |
| 2 ago | Itália    | 3–0    | Argentina   | 25–21  | 25–20  | 25–17  |        |        | 75–58  |
| 3 ago | Alemanha  | 2–3    | Argentina   | 23–25  | 25–13  | 25–18  | 21–25  | 12–15  | 106–96 |
| 3 ago | Itália    | 3–0    | Cazaquistão | 28–26  | 25–17  | 25–13  |        |        | 78–56  |
| 4 ago | Argentina | 3–2    | Cazaquistão | 15–25  | 25–15  | 23–25  | 25–20  | 15–9   | 103–94 |
| 4 ago | Itália    | 3–1    | Alemanha    | 25–23  | 25–20  | 24–26  | 25–20  |        | 99–89  |

### Grupo F (Belgrado)
| Data   |                | Placar |                | 1º Set | 2º Set | 3º Set | 4º Set | 5º Set | Total  |
| ------ | -------------- | ------ | -------------- | ------ | ------ | ------ | ------ | ------ | ------ |
| 9 ago  | Sérvia         | 3–0    | Países Baixos  | 25–18  | 25–16  | 25–21  |        |        | 75–55  |
| 9 ago  | Argélia        | 0–3    | Estados Unidos | 12–25  | 15–25  | 11–25  |        |        | 38–75  |
| 10 ago | Argélia        | 0–3    | Sérvia         | 11–25  | 12–25  | 11–25  |        |        | 34–75  |
| 10 ago | Estados Unidos | 3–0    | Países Baixos  | 25–20  | 25–16  | 25–12  |        |        | 75–48  |
| 11 ago | Países Baixos  | 3–0    | Argélia        | 25–15  | 25–7   | 25–6   |        |        | 75–28  |
| 11 ago | Sérvia         | 2–3    | Estados Unidos | 14–25  | 25–22  | 17–25  | 25–23  | 12–15  | 93–110 |

### Grupo G (Mayagüez)
| Data   |                      | Placar |                      | 1º Set | 2º Set | 3º Set | 4º Set | 5º Set | Total   |
| ------ | -------------------- | ------ | -------------------- | ------ | ------ | ------ | ------ | ------ | ------- |
| 9 ago  | República Dominicana | 1–3    | Brasil               | 25–20  | 22–25  | 12–25  | 18–25  |        | 77–95   |
| 9 ago  | Porto Rico           | 0–3    | Bulgária             | 21–25  | 20–25  | 10–25  |        |        | 51–75   |
| 10 ago | Brasil               | 1–3    | Bulgária             | 22–25  | 21–25  | 25–20  | 21–25  |        | 89–95   |
| 10 ago | República Dominicana | 3–0    | Porto Rico           | 25–22  | 25–23  | 25–20  |        |        | 75–65   |
| 11 ago | Bulgária             | 2–3    | República Dominicana | 22–25  | 25–18  | 23–25  | 30–28  | 14–16  | 114–112 |
| 11 ago | Porto Rico           | 0–3    | Brasil               | 14–25  | 15–25  | 17–25  |        |        | 46–75   |

### Grupo H (Płock)
| Data   |             | Placar |             | 1º Set | 2º Set | 3º Set | 4º Set | 5º Set | Total   |
| ------ | ----------- | ------ | ----------- | ------ | ------ | ------ | ------ | ------ | ------- |
| 9 ago  | Alemanha    | 2–3    | Japão       | 25–18  | 25–20  | 20–25  | 22–25  | 12–15  | 104–103 |
| 9 ago  | Polônia     | 3–0    | Cazaquistão | 25–17  | 25–17  | 25–11  |        |        | 75–45   |
| 10 ago | Japão       | 3–1    | Cazaquistão | 23–25  | 25–19  | 25–18  | 25–20  |        | 98–82   |
| 10 ago | Polônia     | 0–3    | Alemanha    | 17–25  | 17–25  | 24–26  |        |        | 58–76   |
| 11 ago | Cazaquistão | 1–3    | Alemanha    | 14–25  | 11–25  | 25–20  | 19–25  |        | 69–95   |
| 11 ago | Polônia     | 0–3    | Japão       | 19–25  | 24–26  | 15–25  |        |        | 58–76   |

### Grupo I (Hong Kong)
| Data   |           | Placar |           | 1º Set | 2º Set | 3º Set | 4º Set | 5º Set | Total  |
| ------ | --------- | ------ | --------- | ------ | ------ | ------ | ------ | ------ | ------ |
| 9 ago  | Turquia   | 3–1    | Argentina | 25–17  | 25–14  | 34–36  | 25–18  |        | 109–85 |
| 9 ago  | China     | 3–0    | Chéquia   | 25–14  | 25–17  | 25–13  |        |        | 75–44  |
| 10 ago | Turquia   | 3–0    | Chéquia   | 25–23  | 25–18  | 25–15  |        |        | 75–56  |
| 10 ago | China     | 3–0    | Argentina | 25–17  | 26–24  | 25–22  |        |        | 76–63  |
| 11 ago | Argentina | 1–3    | Chéquia   | 20–25  | 25–21  | 22–25  | 20–25  |        | 87–96  |
| 11 ago | China     | 3–2    | Turquia   | 19–25  | 25–17  | 25–20  | 15–25  | 15–10  | 99–97  |

### Grupo J (Ecaterimburgo)
| Data   |           | Placar |           | 1º Set | 2º Set | 3º Set | 4º Set | 5º Set | Total |
| ------ | --------- | ------ | --------- | ------ | ------ | ------ | ------ | ------ | ----- |
| 9 ago  | Itália    | 1–3    | Rússia    | 13–25  | 25–18  | 18–25  | 24–26  |        | 80–94 |
| 9 ago  | Cuba      | 1–3    | Tailândia | 21–25  | 17–25  | 25–21  | 19–25  |        | 82–96 |
| 10 ago | Tailândia | 0–3    | Rússia    | 20–25  | 23–25  | 22–25  |        |        | 65–75 |
| 10 ago | Cuba      | 0–3    | Itália    | 16–25  | 16–25  | 20–25  |        |        | 52–75 |
| 11 ago | Rússia    | 3–1    | Cuba      | 25–17  | 25–14  | 16–25  | 25–17  |        | 91–73 |
| 11 ago | Itália    | 3–0    | Tailândia | 25–18  | 25–14  | 29–27  |        |        | 79–59 |

### Grupo K (Almaty)
| Data   |             | Placar |               | 1º Set | 2º Set | 3º Set | 4º Set | 5º Set | Total |
| ------ | ----------- | ------ | ------------- | ------ | ------ | ------ | ------ | ------ | ----- |
| 16 ago | Cuba        | 0–3    | Brasil        | 16–25  | 11–25  | 20–25  |        |        | 47–75 |
| 16 ago | Cazaquistão | 0–3    | Países Baixos | 23–25  | 14–25  | 16–25  |        |        | 53–75 |
| 17 ago | Brasil      | 3–0    | Países Baixos | 25–15  | 25–20  | 25–15  |        |        | 75–50 |
| 17 ago | Cazaquistão | 3–1    | Cuba          | 25–20  | 17–25  | 30–28  | 25–20  |        | 97–93 |
| 18 ago | Cuba        | 0–3    | Países Baixos | 13–25  | 23–25  | 22–25  |        |        | 58–75 |
| 18 ago | Cazaquistão | 0–3    | Brasil        | 17–25  | 16–25  | 10–25  |        |        | 43–75 |

### Grupo L (Bangcoc)
| Data   |            | Placar |            | 1º Set | 2º Set | 3º Set | 4º Set | 5º Set | Total   |
| ------ | ---------- | ------ | ---------- | ------ | ------ | ------ | ------ | ------ | ------- |
| 16 ago | Tailândia  | 3–1    | Porto Rico | 18–25  | 25–7   | 25–22  | 25–11  |        | 93–65   |
| 16 ago | Alemanha   | 2–3    | Rússia     | 25–22  | 25–17  | 18–25  | 19–25  | 11–15  | 98–104  |
| 17 ago | Rússia     | 3–0    | Porto Rico | 25–8   | 25–16  | 25–19  |        |        | 75–43   |
| 17 ago | Tailândia  | 0–3    | Alemanha   | 16–25  | 14–25  | 25–27  |        |        | 55–77   |
| 18 ago | Porto Rico | 3–2    | Alemanha   | 25–23  | 25–23  | 23–25  | 13–25  | 15–13  | 101–109 |
| 18 ago | Rússia     | 3–2    | Tailândia  | 24–26  | 25–18  | 25–22  | 20–25  | 15–11  | 109–102 |

### Grupo M (Sendai)
| Data   |                | Placar |                | 1º Set | 2º Set | 3º Set | 4º Set | 5º Set | Total   |
| ------ | -------------- | ------ | -------------- | ------ | ------ | ------ | ------ | ------ | ------- |
| 16 ago | Estados Unidos | 3–0    | Chéquia        | 25–20  | 25–20  | 25–23  |        |        | 75–63   |
| 16 ago | Japão          | 0–3    | Bulgária       | 23–25  | 23–25  | 29–31  |        |        | 75–81   |
| 17 ago | Japão          | 1–3    | Estados Unidos | 17–25  | 19–25  | 25–21  | 18–25  |        | 79–96   |
| 17 ago | Chéquia        | 2–3    | Bulgária       | 25–20  | 18–25  | 17–25  | 25–22  | 8–15   | 93–107  |
| 18 ago | Japão          | 3–2    | Chéquia        | 25–18  | 22–25  | 28–26  | 23–25  | 15–13  | 113–107 |
| 18 ago | Estados Unidos | 3–2    | Bulgária       | 16–25  | 25–23  | 20–25  | 25–15  | 15–8   | 101–96  |

### Grupo N (Wuhan)
| Data   |           | Placar |           | 1º Set | 2º Set | 3º Set | 4º Set | 5º Set | Total  |
| ------ | --------- | ------ | --------- | ------ | ------ | ------ | ------ | ------ | ------ |
| 16 ago | Sérvia    | 3–1    | Polônia   | 25–14  | 25–20  | 22–25  | 25–21  |        | 97–80  |
| 16 ago | China     | 3–0    | Argentina | 25–18  | 25–17  | 25–16  |        |        | 75–51  |
| 17 ago | Argentina | 0–3    | Sérvia    | 12–25  | 20–25  | 14–25  |        |        | 46–75  |
| 17 ago | China     | 3–1    | Polônia   | 25–18  | 25–21  | 16–25  | 25–23  |        | 91–87  |
| 18 ago | Polônia   | 3–2    | Argentina | 25–21  | 21–25  | 25–12  | 23–25  | 15–11  | 109–94 |
| 18 ago | China     | 3–2    | Sérvia    | 25–17  | 25–27  | 25–20  | 23–25  | 15–5   | 113–94 |

### Grupo O (Kaohsiung)
| Data   |                      | Placar |                      | 1º Set | 2º Set | 3º Set | 4º Set | 5º Set | Total   |
| ------ | -------------------- | ------ | -------------------- | ------ | ------ | ------ | ------ | ------ | ------- |
| 16 ago | Itália               | 3–0    | Argélia              | 25–13  | 25–19  | 25–10  |        |        | 75–42   |
| 16 ago | Turquia              | 3–2    | República Dominicana | 25–27  | 22–25  | 25–22  | 26–24  | 15–13  | 113–111 |
| 17 ago | Argélia              | 0–3    | Turquia              | 12–25  | 12–25  | 12–25  |        |        | 36–75   |
| 17 ago | Itália               | 2–3    | República Dominicana | 25–21  | 25–19  | 30–32  | 24–26  | 11–15  | 115–113 |
| 18 ago | Itália               | 3–2    | Turquia              | 25–17  | 25–18  | 17–25  | 15–25  | 15–12  | 97–97   |
| 18 ago | República Dominicana | 3–0    | Argélia              | 25–11  | 25–9   | 25–8   |        |        | 75–28   |

## Fase final
A fase final do Grand Prix de 2013 foi disputada em Sapporo, no Japão, entre 28 de agosto e 1 de setembro. As seis equipes classificadas compuseram um grupo único, onde a que somasse mais pontos ao final de cinco rodadas seria consagrada campeã.

### Resultados
|     |                |     | Jogos | Jogos | Jogos | Pontos | Pontos | Pontos | Sets | Sets | Sets  |
| Pos | Equipe         | Pts | T     | V     | D     | V      | P      | R      | V    | P    | R     |
| --- | -------------- | --- | ----- | ----- | ----- | ------ | ------ | ------ | ---- | ---- | ----- |
| 1   | Brasil         | 15  | 5     | 5     | 0     | 378    | 269    | 1.405  | 15   | 0    | MAX   |
| 2   | China          | 10  | 5     | 4     | 1     | 445    | 424    | 1.050  | 12   | 8    | 1.500 |
| 3   | Sérvia         | 8   | 5     | 3     | 2     | 428    | 421    | 1.017  | 10   | 9    | 1.111 |
| 4   | Japão          | 5   | 5     | 1     | 4     | 394    | 414    | 0.952  | 7    | 12   | 0.583 |
| 5   | Itália         | 4   | 5     | 1     | 4     | 421    | 481    | 0.875  | 7    | 14   | 0.500 |
| 6   | Estados Unidos | 3   | 5     | 1     | 4     | 394    | 451    | 0.874  | 6    | 14   | 0.429 |

| Data   |                | Placar |                | 1º Set | 2º Set | 3º Set | 4º Set | 5º Set | Total   |
| ------ | -------------- | ------ | -------------- | ------ | ------ | ------ | ------ | ------ | ------- |
| 28 ago | Sérvia         | 1–3    | China          | 21–25  | 25–22  | 17–25  | 20–25  |        | 83–97   |
| 28 ago | Brasil         | 3–0    | Estados Unidos | 25–19  | 25–12  | 25–10  |        |        | 75–41   |
| 28 ago | Japão          | 3–0    | Itália         | 25–18  | 25–19  | 25–22  |        |        | 75–59   |
| 29 ago | Estados Unidos | 1–3    | Sérvia         | 23–25  | 25–20  | 18–25  | 23–25  |        | 89–95   |
| 29 ago | Itália         | 2–3    | China          | 30–28  | 22–25  | 28–26  | 13–25  | 10–15  | 103–119 |
| 29 ago | Japão          | 0–3    | Brasil         | 21–25  | 22–25  | 17–25  |        |        | 60–75   |
| 30 ago | China          | 3–0    | Estados Unidos | 25–20  | 25–23  | 25–17  |        |        | 75–60   |
| 30 ago | Brasil         | 3–0    | Itália         | 25–16  | 26–24  | 25–11  |        |        | 76–51   |
| 30 ago | Sérvia         | 3–0    | Japão          | 25–22  | 25–17  | 25–19  |        |        | 75–58   |
| 31 ago | Itália         | 3–2    | Estados Unidos | 19–25  | 25–22  | 23–25  | 25–18  | 16–14  | 108–104 |
| 31 ago | Brasil         | 3–0    | Sérvia         | 27–25  | 25–21  | 25–22  |        |        | 77–68   |
| 31 ago | Japão          | 2–3    | China          | 16–25  | 25–18  | 24–26  | 25–21  | 13–15  | 103–105 |
| 1 set  | Sérvia         | 3–2    | Itália         | 22–25  | 25–23  | 20–25  | 25–16  | 15–11  | 107–100 |
| 1 set  | China          | 0–3    | Brasil         | 15–25  | 14–25  | 20–25  |        |        | 49–75   |
| 1 set  | Estados Unidos | 3–2    | Japão          | 17–25  | 25–19  | 18–25  | 25–17  | 15–12  | 100–98  |

## Classificação final
| Campeão | Vice-campeão | Terceiro lugar |
| Brasil Fabiana Claudino · Juciely Barreto · Dani Lins · Adenízia da Silva · Thaísa Menezes · Pri Daroit · Cláudia Bueno · Michelle Pavão · Gabriela Guimarães · Sheilla Castro · Fabiana de Oliveira · Monique Pavão · Fernanda Garay · Camila Brait Ellen Braga · Tandara Caixeta · Natália Pereira · Josefa Fabíola de Souza · Letícia Hage · Ana Beatriz Correa · Ivna Marra · Suelen Pinto | China Yin Na · Zhu Ting · Mi Yang · Shen Jingsi · Yang Junjing · Zhang Xian · Zeng Chunlei · Wang Yimei · Xu Yunli · Hui Ruoqi · Zhang Lei · Liu Congcong · Chen Zhan · Ma Yunwen Wang Na · Shan Danna · Liu Yanhan · Yang Jie · Liu Xiaotong · Yao Di · Qiao Ting · Liu Dan | Sérvia Jovana Brakočević · Bojana Živković · Nataša Krsmanović · Tijana Malešević · Brižitka Molnar · Brankica Mihajlović · Maja Ognjenović · Stefana Veljković · Jelena Nikolić · Ana Bjelica · Nađa Ninković · Milena Rašić · Suzana Ćebić · Jasna Majstorović Ana Lazarević · Sanja Malagurski · Olga Raonić · Jovana Stevanović · Silvija Popović · Slađana Mirković · Bianka Buša · Tijana Bošković |

| 4  | Japão                |
| 5  | Itália               |
| 6  | Estados Unidos       |
| 7  | Rússia               |
| 8  | Turquia              |
| 9  | Bulgária             |
| 10 | República Dominicana |
| 11 | Alemanha             |
| 12 | Países Baixos        |
| 13 | Tailândia            |
| 14 | Chéquia              |
| 15 | Polônia              |
| 16 | Argentina            |
| 17 | Cazaquistão          |
| 18 | Porto Rico           |
| 19 | Cuba                 |
| 20 | Argélia              |

### Prêmios individuais
- MVP (Most Valuable Player):  Thaísa Menezes[1]